# تپه کندرک ۲
تپه کندرک ۲ مربوط به سده‌های اولیه دوران‌های تاریخی پس از اسلام است و در شهرستان زابل، روستای سهراب غلامی واقع شده و این اثر در تاریخ ۷ مهر ۱۳۸۱ با شمارهٔ ثبت ۶۴۸۷ به‌عنوان یکی از آثار ملی ایران به ثبت رسیده است.